# Иглика (област Ямбол)
Вижте пояснителната страница за други значения на Иглика.
Иглика е село в Югоизточна България. То се намира в община Болярово, област Ямбол.

## История
Преди няколко години кмет на село Иглика е бил Пантелей Димитров Панделиев
Тогава населението на селото е било 28 души. Сега населението е около 10 души (2007 г.)

## Редовни събития
От изключително значение за селото е традиционния общински събор „Белянката".
До сградата на параклиса се намира камбанарията. Само камбаната тежи 220 кг.
Дядо Йоаникий дарил на стопанина ерусалимската икона на Света Богородица и Библия.
Димитър Терзиев е бил активист на младежкото движение на Земеделския съюз. Напуска България през 1949 година.
В с. Иглика, основано през 1830 г. от преселници от Одринско, има няколко къщи и девет постоянни обитатели.